# 抱尾果蝠
抱尾果蝠（学名：Rousettus amplexicaudatus），一种分布于东南亚及周边的中国云南省、巴布亚新几内亚、所罗门群岛等地区的蝙蝠，隶属于狐蝠科果蝠属。本种由法国博物学家艾蒂安·若弗鲁瓦·圣伊莱尔于1810年描述发表。

## 保护
本种于2023年被收录入《有重要生态、科学、社会价值的陆生野生动物名录》。